# Сан Ђакомо (Терни)
Сан Ђакомо је насеље у Италији у округу Терни, региону Умбрија.
Према процени из 2011. у насељу је живело 70 становника. Насеље се налази на надморској висини од 275 м.